# Свонтон (Небраска)
Свонтон (англ. Swanton) — селище (англ. village) в США, в окрузі Салін штату Небраска. Населення — 82 особи (2020).

## Географія
Свонтон розташований за координатами 40°22′47″ пн. ш. 97°4′47″ зх. д. / 40.37972° пн. ш. 97.07972° зх. д. (40.379603, -97.079821).  За даними Бюро перепису населення США в 2010 році селище мало площу 0,52 км², уся площа — суходіл.

## Демографія
Згідно з переписом 2010 року, у селищі мешкали 94 особи в 46 домогосподарствах у складі 28 родин. Густота населення становила 181 особа/км².  Було 59 помешкань (113/км²).
Расовий склад населення:
| - 95,7 % — білих |

До двох чи більше рас належало 4,3 %. Частка іспаномовних становила 2,1 % від усіх жителів.
За віковим діапазоном населення розподілялося таким чином: 19,1 % — особи молодші 18 років, 64,9 % — особи у віці 18—64 років, 16,0 % — особи у віці 65 років та старші. Медіана віку мешканця становила 46,0 року. На 100 осіб жіночої статі у селищі припадало 104,3 чоловіків;  на 100 жінок у віці від 18 років та старших — 117,1 чоловіків також старших 18 років.
Середній дохід на одне домашнє господарство  становив 53 864 долари США (медіана — 35 625), а середній дохід на одну сім'ю — 62 166 доларів (медіана — 40 417). За межею бідності перебувало 10,8 % осіб, у тому числі 14,3 % дітей у віці до 18 років та 0,0 % осіб у віці 65 років та старших.
Цивільне працевлаштоване населення становило 44 особи. Основні галузі зайнятості: сільське господарство, лісництво, риболовля — 20,5 %, роздрібна торгівля — 18,2 %, виробництво — 15,9 %.